# Индигеты (племя)
Индиге́ты (лат. Indigetes/indigetae/indiketes) — племя иберского происхождения, обитавшее на северо-востоке Испании (Каталония) в доримский период.
Область их проживания располагалась в заливе близ Эмпориона, простиралась на Пиренеи через современные регионы Эмпорда, Сельва, вероятно, до самого Жиронес, где жили родственные им авсетаны.
Индигеты делились на четыре племени. Из античных источников известны названия их городов:
- Indika (его упоминает только Стефан Византийский, до настоящего времени не найден, но, вероятно, это был либо Эмпорион, либо Ульястрет),[1]
- Empodrae (Эмпорион, важная греческая колония);
- Rhoda (Росас),
- Juncaria (Ла-Жункера),
- Cinniana (Сервья-де-Тер)
- Deciana (рядом с Ла-Жункера).

Землю индигетов окружали реки Clodianus (Флувия), Sambrocas (Муга) и Tichis (Тер). Эта местность в залииве Эмпуриас была известна как Juncaris Campus.
Индигеты чеканили собственную монету с надписью undikesken, что на иберском языке должно было означать название народа, производное от undika.
В 218 г. до н. э. их завоевали римляне. В 195 г. до н. э. они подняли восстание, которое подавил консул Катон Старший.
Основные археологические памятники, связанные с индигетами: Ульястрет (Баш-Эмпорда), Кастель-де-ла-Фоска (en:Castell de la Fosca, Паламос, Баш-Эмпорда) и Пуч-Кастельет (Puig Castellet, Льорет-де-Мар, Сельва).